# Ядунандана Даса
Ядуна́ндана Да́са (IAST: Yadunandana Dāsa), также известен как Ядуна́ндана Ача́рья (IAST: Yadunandana Ācārya) — бенгальский кришнаитский святой, богослов, поэт и переводчик с санскрита. Был учеником Рамачандры — ближайшего ученика Шринивасы Ачарьи. По поручению дочери Шринивасы, Хемалаты, Ядунандана создал богословский текст «Карнананда», а также ряд поэтических переводов кришнаитских текстов с санскрита на бенгали. В частности, Ядунандана перевёл «Кришнакарнамриту» Билвамангалы, «Джаганнатхаваллабха-натаку» Рамананды Рая, драму Кришнадасы Кавираджи «Говинда-лиламрита», «Видагдха-мадхаву» Рупы Госвами, «Чайтанья-чандрамриту» Прабодхананды. Фрагменты из переводов Ядунанданы впоследствии вошли в «Чайтанья-чаритамриту», что сделало этот важный бенгальский агиографический текст более доступным для тех, кто не владел санскритом.